# Klaus Fußmann
Klaus Fußmann (* 24. März 1938 in Velbert) ist ein zeitgenössischer deutscher Maler und Grafiker.

## Leben
Klaus Fußmann studierte von 1957 bis 1961 an der Folkwang-Schule in Essen und von 1962 bis 1966 an der Hochschule für Bildende Künste in Berlin. 1971 heiratete er die aus Los Angeles stammende Sopranistin Barbara Gordon. Von 1974 bis 2005 hatte Klaus Fußmann eine Professur an der Hochschule der Künste Berlin inne. Seine Schüler waren unter anderen Yadegar Asisi, Ilja Heinig, Till Warwas, Christopher Lehmpfuhl sowie Günther Reger. 2004 schuf er für die Ullstein-Halle im Axel-Springer-Haus an der Rudi-Dutschke-Straße in Berlin-Kreuzberg die monumentalen Gemälde Ansicht von Berlin Mitte (600 × 400 cm) und Landschaft in der Uckermark (410 × 400 cm) sowie 2005 das monumentale Deckengemälde Wolkenzug im Spiegelsaal des Museums für Kunst und Gewerbe in Hamburg.
Klaus Fußmann ist seit 1989 Mitglied der Freien Akademie der Künste in Hamburg und war Mitglied des Deutschen Künstlerbundes, an dessen 19. Jahresausstellung in Stuttgart er sich 1971 beteiligte. Bedeutende Präsentationen seines Werkes fanden unter anderem 1972 in der Neuen Nationalgalerie in Berlin, 1982 auf der Mathildenhöhe in Darmstadt, 1988 in der Kunsthalle Emden, 1992 in der Kunsthalle Bremen, 2003 im Museum Ostwall in Dortmund statt. Anlässlich seines 70. Geburtstags waren 2008 umfassende Ausstellungen im Schleswig-Holsteinischen Landesmuseum für Kunst und Kulturgeschichte im Schloss Gottorf, in der Freien Akademie der Künste in Hamburg sowie im Mannheimer Kunstverein zu sehen, zu seinem 80. Geburtstag 2018 im Museum Barberini in Potsdam und im Schleswig-Holsteinischen Landesmuseum für Kunst und Kulturgeschichte im Schloss Gottorf.
Er und seine Arbeit wurden mehrfach ausgezeichnet, so 1972 mit dem Preis der Villa Romana Florenz und dem Kunstpreis der Böttcherstraße in Bremen, 1979 dem Kunstpreis der Stadt Darmstadt, 2011 dem Verdienstorden des Landes Schleswig-Holstein, 2015 dem Kunstpreis der Ike und Berthold Roland-Stiftung und 2018 dem mit 20.000 Euro dotierten Kunstpreis des Landes Schleswig-Holstein zur Würdigung seines Gesamtwerks in Anerkennung künstlerisch hervorragender Leistungen. Er gehörte der Freitagsgesellschaft Helmut Schmidts an. Klaus Fußmann lebt und arbeitet in Gelting an der Ostsee und in Berlin.
Klaus Fußmann ist mit Werken unter anderen in den Sammlungen des Museums Gunzenhauser in Chemnitz, der Pinakothek der Moderne in München, des Museums Moderner Kunst in Frankfurt am Main und des Schleswig-Holsteinischen Landesmuseums für Kunst und Kulturgeschichte im Schloss Gottorf vertreten.
Am 18. März 2018 strahlte der NDR den einstündigen Dokumentarfilm Es ist Zeit: Der Maler Klaus Fußmann aus, zu dem Wilfried Hauke Regie führte und Christoph Bungartz für die Redaktion zuständig war. Am 17. März 2019 wurde eine Folge der Sendung Lieb & Teuer des NDR ausgestrahlt, die von Janin Ullmann moderiert und im Schloss Reinbek gedreht wurde. Darin wurde mit der Gemälde-Expertin Ariane Skora ein Ölgemälde Fußmanns besprochen, das einen Wasserkocher zeigt.